# Rittenhofen (Püttlingen)
Rittenhofen ist ein Ortsteil der Stadt Püttlingen im Regionalverband Saarbrücken. Das Dorf liegt nördlich des Hauptortes und ist mit dem Ortsteil Köllerbach räumlich verbunden. Dabei erstreckt sich Rittenhofen im Wesentlichen auf dem rechten bzw. südlichen Ufer des Hermesbachs, oberhalb dessen Mündung in den Köllerbach.

## Geschichte
Rittenhofen wurde um 700 als „Rudenhofen“ oder „Rudenhof“ erwähnt. Hauptsächlich war das Dorf von der Landwirtschaft geprägt, doch ging der Kohlebergbau im Köllertal von Rittenhofen aus. Rechnungen des Amtes Bucherbach weisen nach, dass 1477 drei Frohner die ersten Kohlegruben anlegten. Auch wenn es kein großes Bergwerk gab, hatte der Abbau von Steinkohle über fünf Jahrhunderte eine wechselnde Bedeutung. 1908 erhielt Rittenhofen  die erste Wasserleitung, die vom Frammersbronnen (jetzt Bramersbrunnen) unterhalb des Staatsforsts Hohe First ins Dorf führte. Digitalisierte Archivalien Rittenhofens, darunter Beschlussbücher der damaligen Gemeinde, reichen bis etwa 1847 zurück und sind seit 2023 öffentlich zugänglich.
Bis 1932 war Rittenhofen eine eigenständige Gemeinde. Danach gehörte der Ort zur Gemeinde Köllerbach. Seit der Gebiets- und Verwaltungsreform im Saarland 1974 ist Rittenhofen ein Ortsteil von Püttlingen. Der Ort hat etwa 800 Einwohner.
Im Dorf gibt es den Förderverein „Dorf Rittenhofen e.V.“, der 1982 gegründet wurde. Jedes Jahr wird im Juni am historischen Backhaus ein Dorffest gefeiert.